# Tuderna oja
Tuderna oja är ett vattendrag i Võru kommun i Võrumaa i sydöstra Estland. Det är 18 km långt och ett nordligt vänsterbiflöde till Piusa.